# جورج مک کی (ورزشکار)
جورج مک کی (انگلیسی: George MacKay; ۱۱ ژوئیهٔ ۱۹۰۰ – ۲۳ اوت ۱۹۷۲) قایقران روئینگ اهل کانادا بود.